# Rufina Lévano Quispe
Rufina Lévano Quispe (Caravelí, 1955) es una política y abogada peruana, alcaldesa de la Provincia de Cañete y del Distrito de Nuevo Imperial en 3 periodos. 

## Biografía
Rufina Lévano nació en Acarí, el 10 de julio de 1955. Hizo sus estudios primarios en el Colegio N° 20165 de Nuevo Imperial, y los secundarios en el Colegio Particular Nuestra Señora del Carmen. 
Desde el año 2007 trabaja como Asesora Administrativa en la Clínica Campos.
Se inicia su actuación política postulando como candidata del Fredemo a la Alcaldía de la Municipalidad Distrital de Nuevo Imperial, ganando la elección para el período 1990-1992, siendo reelecta para el periodo 1993-1995 por Acción Popular, y nuevamente, para el siguiente periodo (1996-1998) gana la alcaldía de Pueblo Nuevo, como independiente. En las elecciones regionales y municipales del Perú de 2002 postula a la Alcaldía Provincial de Cañete por el Partido Democrático Somos Perú, siendo electo Alcalde de dicha provincia, para el 2003-2006. 
En febrero del 2010 anuncia su postulación a la reelección para la Alcaldía Provincial de Cañete por el Movimiento Concertación para el Desarrollo Regional.
En el año 2015 se licenció de abogada en la Universidad Inca Garcilaso de la Vega.